# Peterhof (Novgorod)
Peterhof var tyskarnas handelsgård i Novgorod, vilken tillkom genom att det s.k. "Jaroslavfördraget" slöts 1192. Då hade gotlänningarnas Gutagård redan varit i bruk sedan nära två sekler.
I Jaroslavfördraget, ingånget på grund av det 1188 av tyska köpmän i Visby startade s.k. "Ryssbråket", fick tyska köpmän reglerad rätt att handla på Novgorod. Redan samma år började kyrkan, Sankt Peter, att uppföras som den första och viktigaste byggnaden i anläggningen.
Gästerna var organiserade dels i sommar- och vinterfarare, dels i vatten- och landfarare. Gårdens kista fördes över vintern till förvaring i Vårfrukyrkan i Visby, där åldermännen för Visby, Lübeck, Dortmund och Soest hade nycklarna. Fram till 1200-talets slut var ledningen för faktoriet i händerna på de tyska Visbyborgarna, men 1293/1294 attackerade Lübeck Visbys ledning och åstadkom så småningom (senast 1313) en delning av ledningen, vilken varade till omkring 1430, då de livländska städerna gjorde sitt inträde. Tidigast utsågs åldermannen av Visby, men under 1300-talet utsåg denna stad och Lübeck varsin. Åldermännen utsåg fyra köpmän som "rådmän" att biträda sig. På 1400-talet inrättades istället en fast anställd "hovknekt" som skötte åldermannens uppgifter. Det var förbjudet att föra in kvinnor i anläggningen. Vid ett tillfälle ertappades några drängar då de "lekte" med några ryska kvinnor i badstugan och straffades därför hårt.
Kapellanen i Sankt Peters kyrka utsågs fram till omvälvningen 1294/1313 av Visby, därefter vartannat år av denna stad och Lübeck.
Den 10 augusti 1494 fängslades de 49 köpmän som befann sig i hovet och fördes till Moskva. De frigavs först tre år senare och flera av dem omkom på återvägen. Varulagren, värda 96 000 mark konfiskerades tillsammans med smycken och andra dyrbarheter och porten förseglades. Därefter togs verksamheten upp först 1514, men lades ned redan 1521, varefter Dorpat någon tid till stora kostnader drev faktoriet. På 1570-talet återstod endast en del av Sankt Peters kyrka.